# Exostema cordatum
Exostema cordatum är en måreväxtart som beskrevs av Attila L. Borhidi och M.Fernández Zeq.. Exostema cordatum ingår i släktet Exostema och familjen måreväxter. Inga underarter finns listade i Catalogue of Life.